# NGC 7008
NGC 7008, también conocida como la nebulosa del Feto por su aspecto, es una nebulosa planetaria situada en la constelación del Cisne al alcance de telescopios de aficionado. Fue descubierta en 1787 por William Herschel.
Se ha propuesto que las irregularidades en su estructura pueden haber sido causadas por interacciones entre la estrella progenitora cuando ésta estaba en la rama asintótica gigante y cuerpos de masas inferiores a una estrella -planetas o enanas marrones- que la orbitaban y que pudieron suponer incluso la destrucción de estos últimos al ser absorbidos por la estrella.